# Sant Clemenç
Sant Clemenç (francès i oficial Saint-Clément) és un municipi francès, situat al departament de l'Alier i a la regió d'Alvèrnia-Roine-Alps. L'any 2020 tenia 285 habitants.

## Demografia
El 2007 tenia  352 persones. Hi havia 156 famílies de les quals 48 eren unipersonals (20 homes vivint sols i 28 dones vivint soles), 48 parelles sense fills, 44 parelles amb fills i 16 famílies monoparentals amb fills.

### Habitatges
El 2007 hi havia 309 habitatges, 156 eren l'habitatge principal de la família, 103 eren segones residències i 50 estaven desocupats. 305 eren cases i 4 eren apartaments. Dels 156 habitatges principals, 125 estaven ocupats pels seus propietaris, 26 estaven llogats i ocupats pels llogaters i 5 estaven cedits a títol gratuït; 9 tenien dues cambres, 16 en tenien tres, 53 en tenien quatre i 78 en tenien cinc o més. 119 habitatges disposaven pel capbaix d'una plaça de pàrquing. A 59 habitatges hi havia un automòbil i a 73 n'hi havia dos o més.

## Economia
El 2007 la població en edat de treballar era de 210 persones, 139 eren actives i 71 eren inactives. De les 139 persones actives 121 estaven ocupades (63 homes i 58 dones) i 19 estaven aturades (9 homes i 10 dones). De les 71 persones inactives 35 estaven jubilades, 10 estaven estudiant i 26 estaven classificades com a «altres inactius».

### Ingressos
El 2009 a Saint-Clément hi havia 161 unitats fiscals que integraven 362 persones, la mediana anual d'ingressos fiscals per persona era de 11.661 €.

### Activitats econòmiques
Dels 14 establiments que hi havia el 2007, 1 era d'una empresa alimentària, 1 d'una empresa de fabricació d'altres productes industrials, 4 d'empreses de construcció, 1 d'una empresa de comerç i reparació d'automòbils, 3 d'empreses d'hostatgeria i restauració, 1 d'una empresa immobiliària, 2 d'empreses de serveis i 1 d'una empresa classificada com a «altres activitats de serveis».
Dels 5 establiments de servei als particulars que hi havia el 2009, 1 era un paleta, 2 fusteries i 2 restaurants.
Dels 2 establiments comercials que hi havia el 2009, 1 era una fleca i 1 una carnisseria.
L'any 2000 a Saint-Clément hi havia 26 explotacions agrícoles que ocupaven un total de 742 hectàrees.

## Equipaments sanitaris i escolars
El 2009 hi havia una escola elemental integrada dins d'un grup escolar amb les comunes properes formant una escola dispersa.